# Coup d'État de 1966 au Nigeria
Vous pouvez aider à l'améliorer ou bien discuter des problèmes sur sa page de discussion.
- Son texte doit être wikifié : il ne correspond pas à la mise en forme Wikipédia (style, typographie, liens internes, liens entre les wikis, etc.). (Marqué depuis mars 2022)
- La traduction doit être revue. Le contenu est difficilement compréhensible à cause d’erreurs de traduction, peut-être dues à l’utilisation d’un logiciel de traduction automatique. (Marqué depuis mars 2022)

Le coup d'État nigérian de 1966 commença le 15 janvier 1966, lorsque Chukwuma Kaduna Nzeogwu et Emmanuel Ifeajuna, à la tête d'un groupe de soldats rebelles, tuèrent 22 personnes, dont le Premier ministre du Nigéria et plusieurs autres figures politiques et militaires importantes,. Les putschistes ont ensuite pris d'assaut Kaduna, Ibadan et Lagos, bloquant les fleuves Niger et Benue pendant deux jours. En l'absence du Premier ministre, le chef de l'armée nigériane, Johnson Aguiyi-Ironsi, a pris provisoirement le pouvoir. Cette prise de pouvoir a été perçue comme un complot putschiste orchestré par des officiers Igbos pour installer Aguiyi-Ironsi à la tête du pays. En réponse, des soldats du nord du Nigéria ont lancé une contre-offensive, faisant de nombreuses victimes parmi les soldats et les civils Igbos. Ce massacre marqua le début de la guerre civile nigériane[réf. nécessaire].

## Contexte
La planification de ce coup d'État a commencé en août 1965 avec un groupe de militaires nigérians, dont Emmanuel Ifeajuna, Timothy Onwuatuegwu, Chris Anuforo et Don Okafor. Ces officiers étaient exaspérés par la corruption et les inégalités économiques au sein du gouvernement. 
Le point culminant de cette corruption, qui a exacerbé leur frustration, fut le voyage en croisière du président Nnamdi Azikiwe, à la fin de l'année 1965, en Europe et dans les Caraïbes.

## Déroulement
Le matin du 15 janvier 1966, jour du début du coup d'État, la seule chaîne d'information au courant des événements était la BBC. Il semblerait qu'Emmanuel Ifeajuna, qui se trouvait à Lagos, n'avait pas prévu de plan pour contrer le coup d'État. En réponse, le major Nzeogwu écrivit rapidement un discours qu'il fit diffuser sur Radio Kaduna, où il annonça la loi martiale dans les provinces du nord du Nigéria,.

## Conséquences
Le président par intérim Nwafor Orizu annonce la décision "volontaire" du cabinet de transférer le pouvoir aux forces armées[réf. nécessaire]. Le major-général Johnson Aguiyi-Ironsi annonce ensuite son acceptation de cette "invitation". Le 17 janvier, le général Ironsi crée le Conseil militaire suprême à Lagos et suspend la constitution.

## Victimes
La liste ci-dessous présente les victimes du coup d'État.

### Civils
- Premier ministre Abubakar Tafawa Balewa
- Premier ministre Ahmadu Bello
- Premier ministre Samuel Ladoke Akintola
- Ministre des Finances Festus Okotie-Eboh
- Ahmed Ben Musa (secrétaire adjoint principal de Bello pour la sécurité)[9]
- Hafsatus Bello
- Mme Latifat Ademulegun
- Zarumi Sardauna
- Ahmed Pategi (chauffeur de Bello)[9]

### Militaire et police
- Brig. Samuel Ademulegun
- Brig. Zakariya Maimalari
- Col. Ralph Shodeinde[10]
- Col. Kur Mohammed[11]
- Lieutenant-colonel Abogo Largema[11]
- Lieutenant-colonel James Pam[11]
- Lieutenant-colonel Arthur Unegbé
- Le sergent Daramola Oyegoke (a aidé Nzeogwu dans l'attaque du pavillon de Sardauna et, selon le rapport de police, a été assassiné par Nzeogwu)[12],[13]
- PC Yohana Garkawa
- Caporal suppléant Musa Nimzo
- PC Akpan Anduka
- PC Hagai Lai
- Philippe Lewande